# گارتساو-گارتسین
گارتساو-گارتسین (به آلمانی: Garzau-Garzin) یک شهر در آلمان است که در مرکیش-اودرلند واقع شده‌است. گارتساو-گارتسین  ۵۱۱ نفر جمعیت دارد.